# بيغ درويش
بيغ درويش (بالفارسية: بیگ‌درویش) هي قرية تقع في أذربيجان الغربية في إيران. يقدر عدد سكانها بـ 444 نسمة بحسب إحصاء 2016.